# Merrifieldia improvisa
Merrifieldia improvisa là một loài bướm đêm thuộc họ Pterophoridae. Nó được biết đến ở Kenya.